# ویلاکوتا (ساندیا)
ویلاکوتا (به اسپانیایی: Vilacota) یک کوه در پرو است که در پرو واقع شده‌است. ویلاکوتا ۵٬۱۷۹ متر بالاتر از سطح دریا واقع شده‌است.